# Brussels Volkstejoêter
Het Brussels Volkstejoêter, vaak afgekort tot "BVT",  is een theatergezelschap uit Brussel. 
Kenmerkend voor dit gezelschap is dat de stukken steeds in het Brussels dialect worden opgevoerd. 
Het gezelschap werd in het jaar 2000 opgericht als vzw door Jef De Keyser, Jef Burm, Marcel de Schrijver, Roger Van de Voorde, Claude Lammens, Pol Bovré en Geert Dehaes. In 2013 werd de vzw ontbonden en werd het Brussels Volkstejoêter een deelwerking van Brusseleir!, een vereniging die het Brussels dialect promoot.

## Stukken
| Jaar/première | Genre      | Titel                                       | Auteur                                           | Regisseur                       |
| ------------- | ---------- | ------------------------------------------- | ------------------------------------------------ | ------------------------------- |
| 2002          | Toneel     | Bossemans en Coppenolle                     | Joris D’Hanswijck en Paul Van Stalle             | Roger Van de Voorde             |
| 2002          | Wagenspel  | Draa doêge miester                          |                                                  | Roger Van de Voorde             |
| 2002          | Cabaret    | De Favoris van de Flaus                     | Jef Burm                                         | Jef Burm                        |
| 2003          | Toneel     | De Traafiest van M. Beulemans               |                                                  | Roger Van de Voorde             |
| 2004          | Toneel     | Le Diner de Cons                            | Francis Veber                                    | Marc Bultereys                  |
| 2005          | Toneel     | Ne Pizjama vè Zes                           | Marc Camoletti                                   | Marc Bober                      |
| 2005          | Event      | De Traafiest van Bossemans en Beulemans (P) |                                                  | BVT-cast                        |
| 2006          | Toneel     | Tailleur pour Dames                         | Georges Feydeau                                  | Marc Bultereys                  |
| 2006          | Event      | Gemaainteroêd St-Jos (P)                    |                                                  | BVT-cast                        |
| 2006          | Voordracht | Brusselse literateur en powezeekes (V)      |                                                  | BVT-cast                        |
| 2007          | Toneel     | Ambras op de Vismet                         | Carlo Goldoni                                    | Marc Bober                      |
| 2007          | Voordracht | Brusselse literateur en powezeekes (V)      |                                                  | BVT-cast                        |
| 2007          | Zangfeest  | Brussels Zangfiest 1                        |                                                  | Geert Dehaes en Johan Verminnen |
| 2008          | Voordracht | Brusselse literateur en powezeekes          |                                                  | BVT-cast                        |
| 2008          | Zangfeest  | Brussels Zangfiest 2                        |                                                  | Geert Dehaes en Johan Verminnen |
| 2008          | Toneel     | E Schuun Koppel                             | Neil Simon                                       | Claude Lammens                  |
| 2009          | Poëzie     | Aaft Aailen in                              | Renaat Grassin                                   | Marc Bultereys                  |
| 2009          | Toneel     | Et Koêmermaase                              | Octave Mirbeau                                   | Marc Bober                      |
| 2009          | Toneel     | Raaie of Vraaie                             | Ray Cooney                                       | Marc Bober                      |
| 2010          | Toneel     | Crème au Beurre                             | Katelijne Damen                                  | Marc Bultereys                  |
| 2010          | Toneel     | Duideduidui                                 | Michael Frayn                                    | Ronny Waterschoot               |
| 2011          | Toneel     | Oud Papee                                   | Stany Crets                                      | Marc Bober                      |
| 2012          | Toneel     | ’N Kat Es Gin Poos                          | William Shakespeare                              | Marc Bober                      |
| 2013          | Toneel     | Den Emmerdeur                               | Francis Veber                                    | Marc Bultereys                  |
| 2014          | Toneel     | Schuune Schaain                             | BVT-cast                                         | Julien Vrebos                   |
| 2014          | Toneel     | De Gooi Planque                             | Michel André                                     | Marc Bober                      |
| 2015          | Toneel     | De Surboum van Cindy/ Abigail’s Party       | Mike Leigh                                       | Marc Bober                      |
| 2015          | Toneel     | Bossemans en Coppenolle                     | Paul Van Stalle en Joris D’Hanswijck             | Marc Bober                      |
| 2016          | Toneel     | ‘N Vlooi In A Uur                           | Georges Feydeau                                  | Marc Bober                      |
| 2018          | Toneel     | Petits crimes conjugaux - N klaain mizeire  | Éric-Emmanuel Schmitt                            | Hans Van Cauwenberghe           |
| 2018          | Toneel     | Den Arrangeur                               | Michael Cooney                                   | Jan Van den Bosch               |
| 2019          | Toneel     | DE VUINOÊM                                  | Matthieu Delaporte en Alexandre De La Patellière | Marc Bober                      |
| 2020          | Toneel     | Zoêterdag, Zondag, Moindag                  | Eduardo de Filippo                               | Jean-François D’Hondt           |